# ريد فولي (صحفي)
ريد فولي (بالإنجليزية: Red Foley)‏ هو صحفي أمريكي، ولد في 26 ديسمبر 1928، وتوفي في 13 يوليو 2008.